# Экономичность бега
Экономичность бега — степень эффективности потребления кислорода и сжигания калорий в процессе бега. Измеряется в количестве кислорода на килограмм веса бегуна на километр дистанции (мл/кг/км) или калорий (ккал/кг/км).

## Исследования
Некоторые исследования показывают, что экономичность бега на скоростях до анаэробного порога изменяется незначительно и в среднем для людей составляет 1 ккал/кг/км. Обладатель мирового рекорда в суточном беге Янис Курос имеет почти постоянную экономичность бега — 0,88 ккал/кг/км.
От экономичности бега зависит, какой темп сможет держать бегун, используя заданное количество кислорода на определённой дистанции. Если он способен бежать быстрее, чем другие бегуны, используя то же самое количество кислорода, то его бег более экономичный.
Основными факторами, определяющими экономичность бега, являются соотношение медленносокращающихся и быстросокращающихся волокон в мышцах спортсмена и совокупный эффект особенностей его биомеханики. Медленносокращающиеся волокна используют кислород более эффективно, а в мышцах лучших марафонцев и бегунов на длинные дистанции содержится больше именно медленносокращающихся волокон.
Существуют разные точки зрения, можно ли повысить экономичность бега тренировками или этот параметр задан генетически.
Чтобы выявить факторы, влияющие на экономичность бега, исследовалась энергетика передвижения животных. Было выявлено, что экономичность бега у четвероногих и двуногих животных одинаковая.